# プロレスリングA-TEAM
プロレスリングA-TEAM（プロレスリング・エー-チーム）は、日本のプロレス団体。

## 歴史
- 2017年2月24日、橋本友彦、下田大作、寺尾利明、ハザード、HASEGAWA、榎本陽介、櫻井匠がアパッチプロレス軍の後継団体として設立。
- 4月16日、シアター1010ミニシアターで旗揚げ戦を開催。

## タイトル
- WEWヘビー級王座
- WEWタッグ王座
- WEWジュニアヘビー級王座
- WEW JAPAN王座

## 所属選手
- 下田大作
- 橋本友彦
- ハザード
- 雷電
- 長谷川一孝
- 櫻井匠
- グラン・マサル
- 石坂ブライアン
- 仁
- 外崎幸作
- 長嶋孝太
- カズ・シバノ

## 歴代所属選手
- 寺尾利明
- 榎本陽介
- 守部宣孝
- 佐瀬昌宏
- 牙城
- 橋之介